# Ка дел Монте (Модена)
Ка дел Монте је насеље у Италији у округу Модена, региону Емилија-Ромања.
Према процени из 2011. у насељу је живело 9 становника. Насеље се налази на надморској висини од 624 м.